# Frank Foss
Frank Kent Foss, född 9 maj 1895 i Chicago, död 5 april 1989 i Hinsdale i Illinois, var en amerikansk friidrottare.
Foss blev olympisk mästare i stavhopp vid sommarspelen 1920 i Antwerpen.